# Vojašnica
Vojašnica je stalen vojaški objekt, ki je primarno namenjen nastanitvi vojakov v času služenja vojaškega roka oz. med opravljanjem vojaške službe.
Vojašnica je po navadi večja zgradba z večjim številom eno- in večposteljnih sob, samostojnih in/ali skupinskih kopalnic, dnevnimi prostori, orožarno oz. prostori za varno spravilo osebne oborožitve, prostori za rekreacijo (fitnes, ...), ... V sklop vojašnice po navadi sodijo še zunanji vadbeni objekti in površine ter zunanje športne površine. 
Vojašnice so lahko samostojne oz. ležijo znotraj vojaške baze.
Zgodnje vojašnice so bile zgrajene z namenom bivanja in vzdrževanja elitnih enot (npr. Rimske Pretorijske garde). Še vedno je ohranjenih nekaj tovrstnih vojašnic Rimske vojske v mejnih naseljih kot sta Vercovicium in Vindolanda. Od tu lahko vidimo, da je življenje v vojaških naseljih ostajalo v osnovi enako skozi več tisoč let. 
V zgodnjem modernem veku je vojaška revolucija prinesla razvoj nacionalnih držav ter velikih stalnih vojsk. Velike, stalne vojašnice sta začeli razvijati dominantni državi tistega časa, Španija ("cuartel") in Francija ("caserne"). Angleška beseda za vojašnico ("barrack") izvira iz španske besede za začasno vojaško zavetišče na pohodu ("barraca"). Zanimivo je namreč, da je Velika Britanija začela graditi stalne vojašnice šele po začetku Napoleonovih vojn. Pred tem je v Veliki Britanijo vladal strah, da je stalna vojska v vojašnicah grožnja ustavnosti države.
Zgodnje vojašnice so sestavljale velike večnadstropne zgradbe, pogosto grajene v kvadratu okrog dvorišča, ki je služilo za postroje in parade. Dober primer je vojašnica Berwick, ki je bila med prvimi namenskimi objekti v Angliji. Leta 1717 jo je zasnoval arhitekt Nicholas Hawksmoor. V 18. stoletju pride do povečanja razlik v vojaškem življenju vojakov in častnikov, kar prinese drugačne zgradbe za poveljujoče. Častniki dobijo večje sobe ter stanovanja za poročene. Pojavi se tudi razvoj specializiranih zgradb, kot so jedilnice, kuhinje, umivalnice, šole, bolnišnice, orožarne, hlevi,... Razvoj vojaških bolnišnic se pospeši po Krimski vojni.
Prvi večji trening kampi se pojavijo v kraljevini Franciji in Svetem rimskem cesarstvu na začetku 18. stoletja. Britanska vojska jih začne graditi leta 1854.
Pred prvo svetovno vojno so obstajale ločene vojašnice za pehotne, topniške in konjeniške polke. Prve mornariške vojašnice so nastale na starih, odsluženih vojaških ladjah, kasneje pa so se razvile velike mornariške vojašnice po vseh pomembnih pristaniščih.
Vse te namestitvene kapacitete pa so bile premajne za veliko množico mobiliziranih vojakov po letu 1914. Rešitev so našli v razvoju poceni in hitro grajenih barak iz lesa in pločevine.